# Trachipterus trachypterus
Trachipterus trachypterus es una especie de pez del género Trachipterus.

## Descripción
Es un pez marino batipelágico que alcanza un rango de profundidad de 100-600 m aunque existen registros de especies a 1355 m, cuenta con una longitud máxima de 300 cm. Radios blandos dorsales de 145-184 en total. Todo su cuerpo es de color plateado excepto la parte frontal de la cabeza; además es alargado y comprimido. La cabeza es relativamente pequeña al igual que la boca, eje corporal curvado, no cuenta con aleta anal y tampoco con escamas. La parte de la mandíbula es de color oscura. Cuenta además con varias manchas a lo largo del cuerpo, específicamente en la base de los radios dorsales. Es una especie poco conocida y se sabe que nada con la cabeza hacia arriba. Las especies juveniles se encuentran casi siempre cerca de la superficie donde suelen mover sus radios alargados muy similares a los tentáculos colgantes de las medusas.

## Distribución y hábitat
Habita en la bahía Port Phillip y Apolo, Victoria, y sur de Tasmania. Además ha sido reportada en el Indopacífico tropical, templado y del Atlántico oriental.